# Costa Rica (Mato Grosso do Sul)
Costa Rica is een gemeente in de Braziliaanse deelstaat Mato Grosso do Sul. De gemeente telt 22.228 inwoners (schatting 2009).

## Aangrenzende gemeenten
De gemeente grenst aan Água Clara, Alcinópolis, Chapadão do Sul, Figueirão, Paraíso das Águas, Mineiros (GO), Chapadão do Céu (GO) en Alto Taquari (MT).